# Hsu Tsang-Houei
Hsu Tsang-Houei (chinois traditionnel : 許常惠 ; pinyin : Xu Changhui) est un compositeur et ethnomusicologue taïwanais né le 6 septembre 1929 à Changhua (Taïwan) et mort le 1er janvier 2001 à Taipei (Taïwan).

## Biographie
Hsu Tsang-Houei est né sous l'occupation japonaise de Taïwan, à Taichung, dans le comté de Changhua. À l'âge de 12 ans, il part étudier au Japon, se spécialise en violon, et revient à Taïwan en 1946 après la guerre pour étudier à la première école secondaire de Taichung. Après avoir obtenu son diplôme au département de musique de l'université normale nationale de Taïwan en 1949, il travaille comme violoniste dans l'orchestre symphonique provincial de Taiwan.
En 1954, il obtient une bourse d'études pour venir en France. Il suit les cours de violon de Colette de Lioncourt à l'École César-Franck. Au Conservatoire de Paris, il étudie la composition avec André Jolivet et l'analyse musicale avec Olivier Messiaen, puis en 1958, obtient un DEA en histoire de la musique à la Sorbonne avec Jacques Chailley pour professeur, et se spécialise en composition. En 1959, il écrit le poème "Venant de la mer hier" (昨自海上來, Came from the sea) sous forme de solo pour soprano, qui est sélectionné pour un concours de la Société italienne de musique moderne. Il commence alors sa carrière de compositeur.
En 1959, Hsu Tsang-Houei rentre à Taïwan et devient rapidement une figure de proue de la vie musicale taïwanaise.
Outre son activité de composition musicale, il collecte des œuvres musicales et culturelles locales, telles que des chansons folkloriques taïwanaises, et réécrit de la musique chinoise en utilisant des techniques de composition occidentales modernes, ce qui lui a vaut un grand succès. Ses œuvres les plus connues comprennent les oratorios "L'enterrement des fleurs" (葬花詞, Song of burying flowers ou Song of the burial of flowers, 2012,) inspiré du Rêve dans le Pavillon rouge et la "Légende du serpent blanc" (1989),,, ainsi que le concerto Baijiachun (百家春, concerto du Printemps des cent familles). Sa musique a été influencée par Claude Debussy, Béla Bartók et le compositeur chinois Kwang-Chi Wang.
En 1959, Hsu rentre à Taïwan et y introduit des idées d'avant-garde et les techniques occidentale de composition du XXe siècle. Il s'engage en faveur de l'éducation musicale moderne et de la préservation de la musique folklorique. Il cofonde également plusieurs associations pour promouvoir la musique contemporaine : le Chinese Composers' Forum (1961), le Waves Group (1963), le Five (1965), la Chinese Society for Contemporary Music (1969) et l'Asian Composers League (1971),.

## Distinctions et récompenses

### Médaille de l'Ordre de la République de Chine
- Médaille Jingxing de deuxième classe[12]